# Lisa Ann
Lisa Ann (født 9. maj 1972) er en amerikansk pornoskuespillerinde. Hun har også arbejdet som instruktør og talentagent. Hun er kendt for at parodiere den tidligere Alaska-guvernør, Sarah Palin, i seks pornofilm. Hun er en del af Hall of Fame i både AVN, XRCO og Urban X.

## Karriere
Ann er født og opvokset i Easton, Pennsylvania. Hun blev en del af pornoindustrien i 1994. Hendes første optræden var i Cinesex 2.[kilde mangler] I de to første år af hendes pornokarriere, var hun på kontrakt med Metro/Cal Vista og lavede én film om måneden. Hun stoppede med at lave porno igen i 1997 på grund af en generel frygt for AIDS i industrien og brugte de efterfølgende syv år på at strippe. Hun ejede også et day spa i fire år under sit fravær fra porno. Hun besluttede at vende tilbage til pornoindustrien i februar 2006, efter at hun blev spurgt om at lave en billedserie for Suze Randall. Den første film hun medvirkede i efter at være vendt tilbage var med Christian XXX i Bra Bustin' and Deep Thrustin'. Udover sit arbejde som pornomodel har hun også begået sig som filminstruktør, producer og sminkøse.
Hun blev valgt til at medvirke som medvært ved XRCO Awards i april 2010. I december 2014 annoncerede hun igen sit farvel til pornofilm i et Facebook-opslag, og kort efter fik hun foretaget en brystreduktion som del af det at vende tilbage til et normalt liv. Hun fortsatte dog med at lave webcamshows. I januar 2018 annoncerede Lisa Ann, at hun ville vende tilbage til pornoindustrien og optræde som pornoskuespillerinde igen. Hun indgik en kontrakt med Evilangel og vendte tilbage med fire film. Hendes første var med den mandlige pornoskuespiller Isiah Maxwell på hendes hjemmeside thelisaann.com.

### Sarah Palin-portrættering
I 2008 spillede Ann "Serra Paylin", der var en parodi på den republikanske vicepræsidentkandidat Sarah Palin i Hustler Videoen Who's Nailin' Paylin?, som blev lanceret på Election Day. Hustler kontaktede Ann og tilbød hende at deltage i vicepræsidentdebatten som forberedelse til rollen, så hun kunne lære at kende Palins karakteristika. Hun forberedte også rollen ved at studere Tina Feys parodier af Palin. Hun portrætterede Palin igen i efterfølgerne Obama Is Nailin' Palin, Letterman's Nailin' Palin, You're Nailin' Palin, Hollywood's Nailin' Palin og Who's Nailin' Palin? 2. Hustler producerede også masker, som forestiller Anns portrættering af Palin til Halloween i 2009. Ann optrådte igen som Palin i musikvideoen til sangen "We Made You" af Eminem. Hun optrådte også som Palin på stripklubber. Disse optrædener genoplivede hendes karriere på skærmen.

### Instruktør-karrieren
Lisa Ann gjorde debut som instruktør med filmen Hung XXX, som blev lanceret den 22. september 2009 af Justin Slayer International. I august 2013 lancerede hun sit eget produktionsselskab, Lisa Ann Productions og underskrev en distributionsaftale med Jules Jordan Video. Hendes instruktørdebut for selskabet MILF Revolution blev udgivet den 5. august 2013. MILF Revolution vandt AVN Award 2014 for "Bedste MILF-udgivelse".

### Andre beskæftigelser
Ann arbejdede som talentagent for LA Direct Models i perioden september 2005 til februar 2006. Ifølge Ann blev kvindelige skuespillere i industrien, som var 30 år eller ældre, afvist af andre agenter og blev nødt til at repræsentere sig selv på trods af efterspørgslen på "MILF phenomenon," hvilket motiverede hende til at starte sit eget bureau og repræsentere dem. Hun lancerede Clear Talent Management i november 2006, som senere blev omdøbt til Lisa Ann's Talent Management og fusioneret med Adam Glassers Lighthouse Agency i 2007, inden det lukkede i juli 2010.
I december 2009 blev det annonceret, at Lisa Ann havde skrevet under på at blive talskvinde for RealTouch, en mekaniseret kunstig vagina produceret af AEBN. Hun fik senere støbt sine egne kønsdele for Fleshlight i 2011.
I 2013 var Ann vært for et show kaldet Stripper Town på Sirius XM. Hun arbejdede også sammen med Adam Ronis som medvært på Lisa Ann Does Fantasy og på The Morning Men; begge på Sirius XM Radio. I december 2014 forlød det, at hun ville forfølge en karriere i fantasy football. I januar 2016 blev hun langsomt også involveret i fantasy baseball.
Den 15. december 2015 udgav Ann en biografi med titlen The Life.

### Mentor
I august 2014 henvendte Lisa Ann sig til sin pornoskuespillerindekollega Belle Knox, også kendt som "Duke University-porn star". Gennem Anns agent, som repræsenterede Knox, ville hun høre "hvordan går det?". Lisa Ann havde nemlig været mentor for omkring 10 til 15 piger siden 2005. I et interview udført af XBIZ sagde Lisa Ann, at hun kunne sympatisere med den medieopmærksomhed, som Knox havde oplevet. Hun oplevede nemlig en lignende i 2008, da hun spillede den tidligere vicepræsidentkanditat, Sarah Palin. "Jeg forstår, at det at være en nye pige i denne business kan være et meget ensomt sted... Hun er allerede ude i overhalingsbanen med baggrundsdans, og hun har allerede millioner af muligheder. Jeg føler, at hvis det skete for mig, hvis 'Palin' skete for mig som 19-årig, så ville jeg aldrig have klaret det," fastslog Lisa Ann. "Derfor henvendte jeg mig til hende, så vi startede en smule mentorskab over SMS, telefon og Skype. Jeg nødt det bånd, vi havde når vi talte."

## Mainstream-optrædener
Lisa Ann optrådte i The Howard Stern Show som en "Snapple Girl" før begyndelsen på sin voksne karriere.
Den 7. november 2008 optrådte Ann i Entertainment Tonight for at promovere Who's Nailin' Paylin?.
Lisa Ann blev rangeret som nummer fem på Complex Magazines liste over "De 100 Hotteste Pornostjerner (Lige Nu)" i 2011. Hun blev også placeret på CNBC's årlige liste "The Dirty Dozen: Porn's Most Popular Stars" i 2011, 2012, 2014, og 2015. I april 2013 rapporterede New York Post, at hun var "den mest populære kvindelige pornoskuespiller" ifølge data fra Pornhub.
Ann var blandt de 16 pornografiske skuespillere, der blev profileret i dokumentarfilmen fra 2013, Aroused. I august 2013 var hun med i musikvideoen for sangen "Dead Bite" af Hollywood Undead. Hun lagde også stemme til en karakter kendt som "Prostitute #2" i videospillet Grand Theft Auto V, som blev udgivet i september 2013.

## Mærkesager
Ann identificerer sig ikke med noget politisk parti. I oktober 2008 sagde hun dog, at hun stemte på Barack Obama under det amerikanske præsidentvalg 2008, og at hun før havde støttet Hillary Clinton. Hun støttede Obama igen under det amerikanske præsidentvalg 2012. Ann har udtrykt sin støtte over for våbenrettigheder.
I marts 2010 dukkede Lisa Ann op i Public Service Announcement under Free Speech Coalition om emnet overtrædelse af ophavsretten af voksent indhold, som blev ledet af Michael Whiteacre.
Den 14. oktober 2010 meddelte Ann, at hun kun ville skyde scener med kondomer, efter at mandlige skuespillere i branchen var blevet diagnosticeret med HIV. Hun fastslog også, at STD testing system på det tidspunkt ikke var nok og opfordrede også andre skuespillere til at bruge kondom under filmningen. I august 2012 opfordrede hun til lovkrav om at kondom skulle bruges i heteroseksuelle voksenfilm og stillede samtidig spørgsmål ved standarderne af syfilis-behandlingerne af pornoindustriens læger. I august 2013 påstod hun, at en mandlig skuespiller, som hun var planlagt at skulle arbejde med var blevet testet positiv for hepatitis C, men hun prøvede at arbejde alligevel. Hun fortalte, at skuespilleren havde vist hende en test fra en klinik uden for branchen, som indikerede at han ikke havde nogle positive resultater af hepatitis, men at hun opdagede at to pornodatabaser havde placeret ham på en liste over folk, som skulle være uegnede til den slags arbejde. Efterfølgende meddelte Adult Production Health & Safety Services, at de ville starte med at implementere månedlig tjek af hepatitis B, hepatitis C og trichomoniasis den 19. august 2013. I mellemtiden betalte hun selv for en ny runde af tests til hendes co-stars, for at være sikker på at de var raske.
Ann har kæmpet for at sætte fokus på interracial pornography ved at tale om behandlingen af sorte skuespillere i branchen og det manglende arbejde for dem. Hun vil også hjælpe industrien til at indføre pensioner, sygeforsikring og karrierevejledning til skuespillerne.
I 2015 deltog og vandt Lisa Ann i FantasyFootballNerd.com Charity League, hvor hun spillede for velgørenhedsorganisationen Blessings in a Backpack, som går ind for at mobilisere samfund, individer og ressourcer til at levere mad i weekenderne til folkeskoleelever i hele USA der ellers ville sulte.

## Det personlige liv
Ann boede i Huntington Beach, Californien i mindst 15 år. Hun boede også engang i Boca Raton, Florida i et år. Pr. oktober 2015 var hun ejer af en ejerlejlighed i Los Angeles og en lejlighed i Midtown Manhattan. Hun er sportsfan, og hendes favoritsport er basketball og amerikansk fodbold. I high school spillede hun basketball og var med i en skiklub. Hun har udtalt, at hvis hun ikke blev pornoskuespillerinde, så ville hun være blevet sportsagent eller skribent, blogger og rapporter. Hun er fan af Los Angeles Lakers og Dallas Cowboys.
I en alder af 28 blev Ann gift med en udsmider, som hun senere igen blev skilt fra. I november 2009 fortalte hun TMZ, at hun var begyndt at date Rob Kardashian efter at have mødt ham i et fitnesscenter. En kilde tæt på Kardashian talte med Us Weekly og bekræftede at de mødtes i centeret, men afslog Anns udtalelse om dating. På grund af hendes interesse i sport, samtidigt med at professionelle atleter arbejdede sammen med hende under hendes arbejde som sportsrapporter for Sirius/XM network, har Lisa Ann være til stede under mange forskellige sportskampe. Dette har medført, at hun har haft intime forhold til mange atleter, også nogle gange offentligt. I oktober 2014 var der spekulationer om, at Lisa Ann og en 18-årig Notre Dame football-spiller, Justin Brent, datede da de to viste sig til en kamp sammen. Efter at de var blevet set sammen ved Madison Square Garden, dukkede personlige billeder af de to i en seng sammen op online. I november 2014 kommenterede Lisa Ann via sin Twitter-profil omkring anmodninger fra den tidligere New York Rangers hockeyspiller Michael Del Zotto.
I februar 2014, under et interview med sports-skribenten Myles Brown fra GQ-tidsskriftet, udtalte Lisa Ann: "...hvis fyre kunne være sammen med Victoria's Secret-modeller, det er sådan jeg har det med sportsfolk. Jeg er 42 år. Jeg kigger efter 18, 19, 20-årige drenge," og hun fortsatte: "De er i begyndelsen af deres liv, så de er stadig spændte, naive og simple. De er ikke negative endnu." Da der blev spurgt, hvor mange sportsfolk hun havde haft sex med, svarede hun: "Efter et liv i pornobranchen i omkring tyve år? Mange. Flere hundrede." Hun fortalte senere i interviewet, at hendes foretrukne sportsfolk at være sammen med eller have et forhold til var NBA-spillere. Lisa Ann fortalte, at det kunne lede til akavede situationer, når spillerne eksempelvis blev traded, og adskillige sportsfolk, som hun havde været i kontakt med pludselig befandt sig på det samme hold. "Jeg vil ikke være sammen med flere fyre på et hold på samme tid. Jeg vil ikke være i noget omklædningsrumssnak."
I marts 2015, under den årlige March Madness NCAA basketballturnering, var der medieopmærksomhed omkring en præmie, hun udlovede i samarbejde med selskabet Brazzers. Konkurrencen "Vind En Date Med Lisa Ann" var blandt andet sponsoreret at selskabet og tilbød en alt-betalt tur til landsmesterskabet for at udgive den bedste trick shot-video. Uventet trak Brazzers meddelelsen tilbage og lukkede konkurrencen.

## Priser
- 2007 XRCO Award – Best Cumback[87]
- 2007 Adam Film World Guide Award – Porn Cumback of the Year[88]
- 2009 AVN Award – MILF/Cougar Performer of the Year[89]
- 2009 AVN Hall of Fame inductee[10][11]
- 2010 XRCO Award – MILF of the Year[10][90]
- 2010 XFANZ Award – Milf of the Year[91]
- 2010 F.A.M.E. Award – Favorite MILF[10][92]
- 2011 XBIZ Award – MILF Performer of the Year[93]
- 2011 Urban X Award – Best MILF Performer[13]
- 2011 Urban X Award Hall of Fame inductee[13]
- 2012 NightMoves Award – Best MILF Performer (Fan's Choice)[94]
- 2012 NightMoves Award – Best Individual Website (Fan's Choice) – TheLisaAnn.com[94]
- 2012 Urban X Award – MILF Performer of the Year[95]
- 2013 NightMoves Award – Social Media Star (Editor's Choice)[96]
- 2013 XRCO Hall of Fame inductee[12]
- 2014 AVN Award – Hottest MILF (Fan Award)[37]
- 2014 NightMoves Award – Best Cougar/MILF Performer (Fan's Choice)[97]
- 2016 XBIZ Award – Crossover Star of the Year[98]